# Campeonato Mundial de Esquí Alpino de 1999
El XXXV Campeonato Mundial de Esquí Alpino se celebró en las localidades de Vail y Beaver Creek (Colorado, Estados Unidos) entre el 2 y el 14 de febrero de 1999 bajo la organización de la Federación Internacional de Esquí (FIS) y la Asociación Estadounidense de Esquí.

## Resultados

### Masculino
| Evento                  | Oro                                                      | Plata                              | Bronce                                  |
| ----------------------- | -------------------------------------------------------- | ---------------------------------- | --------------------------------------- |
| Descenso (06.02)        | Hermann Maier · Austria · 1:40,60                        | Lasse Kjus · Noruega · 1:40,91     | Kjetil André Aamodt · Noruega · 1:41,17 |
| Eslalon (14.02)         | Kalle Palander · Finlandia · 1:42,12                     | Lasse Kjus · Noruega · 1:42,23     | Christian Mayer · Austria · 1:42,25     |
| Eslalon gigante (12.02) | Lasse Kjus · Noruega · 2:19,31                           | Marco Büchel Liechtenstein 2:19,36 | Steve Locher · Suiza · 2:20,79          |
| Supergigante (02.02)    | Hermann Maier · Austria · Lasse Kjus · Noruega · 1:14,53 | —                                  | Hans Knauß · Austria · 1:14,54          |
| Combinada (09.02)       | Kjetil André Aamodt · Noruega · 2:43,09                  | Lasse Kjus · Noruega · 2:43,25     | Paul Accola · Suiza · 2:43,62           |

### Femenino
| Evento                  | Oro                                       | Plata                                    | Bronce                                   |
| ----------------------- | ----------------------------------------- | ---------------------------------------- | ---------------------------------------- |
| Descenso (07.02)        | Renate Götschl · Austria · 1:48,20        | Michaela Dorfmeister · Austria · 1:48,35 | Stefanie Schuster · Austria · 1:48,37    |
| Eslalon (13.02)         | Zali Steggall Australia 1:33,97           | Pernilla Wiberg · Suecia · 1:34,77       | Trine Bakke · Noruega · 1:35,00          |
| Eslalon gigante (11.02) | Alexandra Meissnitzer · Austria · 2:08,54 | Andrine Flemmen · Noruega · 2:08,84      | Anita Wachter · Austria · 2:09,13        |
| Supergigante (03.02)    | Alexandra Meissnitzer · Austria · 1:20,53 | Renate Götschl · Austria · 1:20,56       | Michaela Dorfmeister · Austria · 1:20,74 |
| Combinada (08.02)       | Pernilla Wiberg · Suecia · 3:08,52        | Renate Götschl · Austria · 3:08,67       | Florence Masnada Francia 3:08,97         |

## Medallero
| Núm. | País          | Oro | Plata | Bronce | Total |
| ---- | ------------- | --- | ----- | ------ | ----- |
| 1    | Austria       | 5   | 3     | 5      | 13    |
| 2    | Noruega       | 3   | 4     | 2      | 9     |
| 3    | Suecia        | 1   | 1     | 0      | 2     |
| 4    | Australia     | 1   | 0     | 0      | 1     |
| 4    | Finlandia     | 1   | 0     | 0      | 1     |
| 5    | Liechtenstein | 0   | 1     | 0      | 1     |
| 6    | Suiza         | 0   | 0     | 2      | 2     |
| 7    | Francia       | 0   | 0     | 1      | 1     |
|      | TOTAL         | 11  | 9     | 10     | 30    |